# Степи России

Уйбатская степь России

Степи России —  равнины в умеренных и субтропических зонах занятые степной растительностью, находящиеся на юге страны от Чёрного моря и Кавказа до Забайкалья.

## Общая характеристика
Естественные степные экосистемы в России занимают площадь 34–50 млн га. Интенсивная сельскохозяйственная деятельность привела к уничтожению степных сообществ на большей части занимаемых ими территорий. В Европейской части уничтожено 95% степей, а в Сибири распашке подверглись от 50 до 70%. После распада Советского Союза с 1991 года в степной зоне России было заброшено (по данным на 2014 год) около 27–30% пахотных земель.
Степные экосистемы России играют важную роль в цикле органического углерода, они поглощают около 92–121 Мт С в год.
В России в степной зоне (по данным на 2006 год) расположены 10 заповедников и 4 национальных парка. Площадь ООПТ федерального уровня в пределах степной зоны составляет 1,8 %. В пределах заповедников охраняется около 200 тыс. га степей различных типов. Значительные участки (15-67%) не нарушенных степных экосистем остались на территориях Волгоградской, Астраханской, Оренбургской областей и в Республике Калмыкии.

## Флора и растительность
В степях России встречается около 3500-4000 видов сосудистых растений и около 400-500 видов мохообразных. Наибольшим разнообразием характеризуются семейства астровые, злаковые, капустные, бобовые, яснотковые и гвоздичные. В засушливых местообитаниях возрастает роль норичниковых, гвоздичных и розовых, а в засолённых — маревых. Доминирующими в степях являются ковыли (Stipa). Растительный покров степей России характеризуются однородностью. Специфическим видовым составом доминантов отличаются изолированные степные участки Восточной Сибири и Дальнего Востока.

## Фауна
К степным сообществам в России приурочены около 150 видов млекопитающих, 100-120 видов птиц, 20-25 пресмыкающихся и 10 видов земноводных. 